# Westland Wessex
El Westland Wessex es un helicóptero británico con motor de una versión potenciada con una turbina de la versión de Sikorsky H-34/Sikorsky S-58 Choctaw, desarrollado bajo licencia por Westland Aircraft, inicialmente para la RN, y después también para la RAF. El Wessex fue construido en la fábrica de Westland en Yeovil en Somerset.

## Variantes

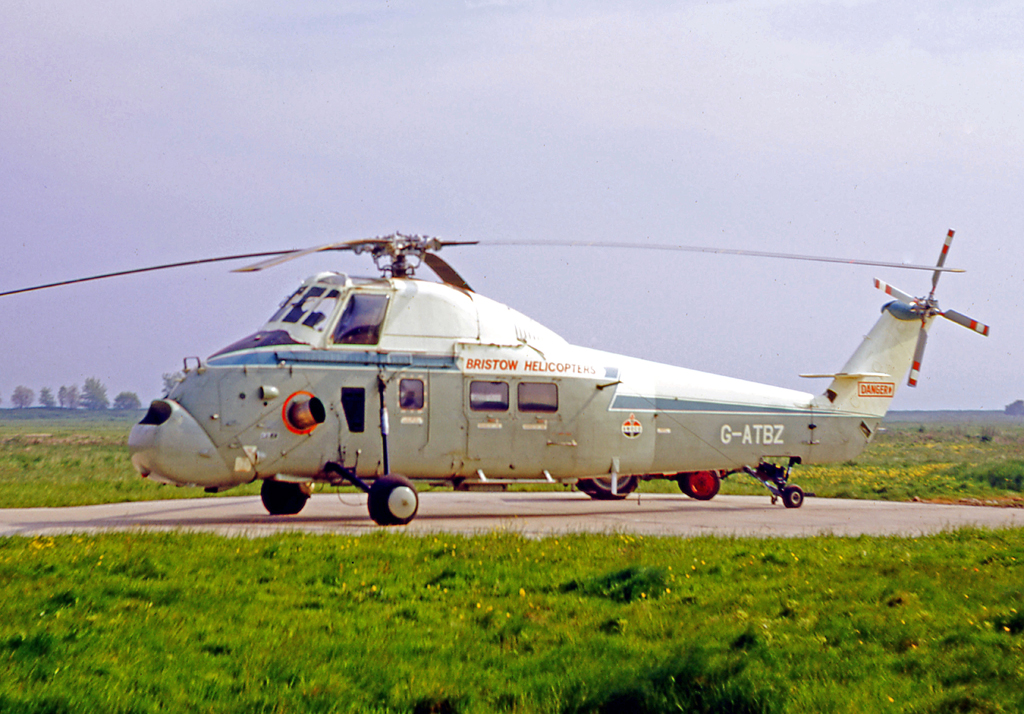
Westland Wessex 60 G-ATBZ Bristow N.Denes.

Wessex HAS1
Utilizado por la RN para la guerra antisubmarina, luego solamente de búsqueda y rescate,  con 140 unidades construidas, algunas convertidas a modelos HAS3.
Wessex HC2
Un prototipo convertido a HAS1 y con 73 unidades construidas.
Wessex HAR2
Conversiones de la RAF para búsqueda y rescate.
Wessex HAS3
Versión de la RN para la guerra antisubmarina con una aviónica mejorada con un radomo en la cola del fuselaje, con 3 unidades construidas y 43 convertidas del HAS.1.
Wessex HCC4
Transporte vip, 2 unidades construidas.
Wessex HU5
En servicio en la RN para el transporte de tropas, 16 de los Marines Reales, con 101 unidades construidas.
Wessex HAS31
Modelo para la guerra antisubmarina par la Armada Real Australiana, 27 unidades construidas.
Wessex HAS31B
Modelo mejorado del HAS31.
Wessex 52
Versión del HC2 para transporte militar para la Fuerza Aérea Iraquí, 12 unidades construidas.
Wessex 53
Versión del HC2 para transporte militar para la Fuerza Aérea de Ghana, 2 unidades construidas.
Wessex 54
Versión del HC2 para transporte militar para la Real Fuerza Aérea de Brunéi, 2 unidades construidas.
Wessex 60
Versión civil del HC2,  con 20 unidades construidas.

## Operadores

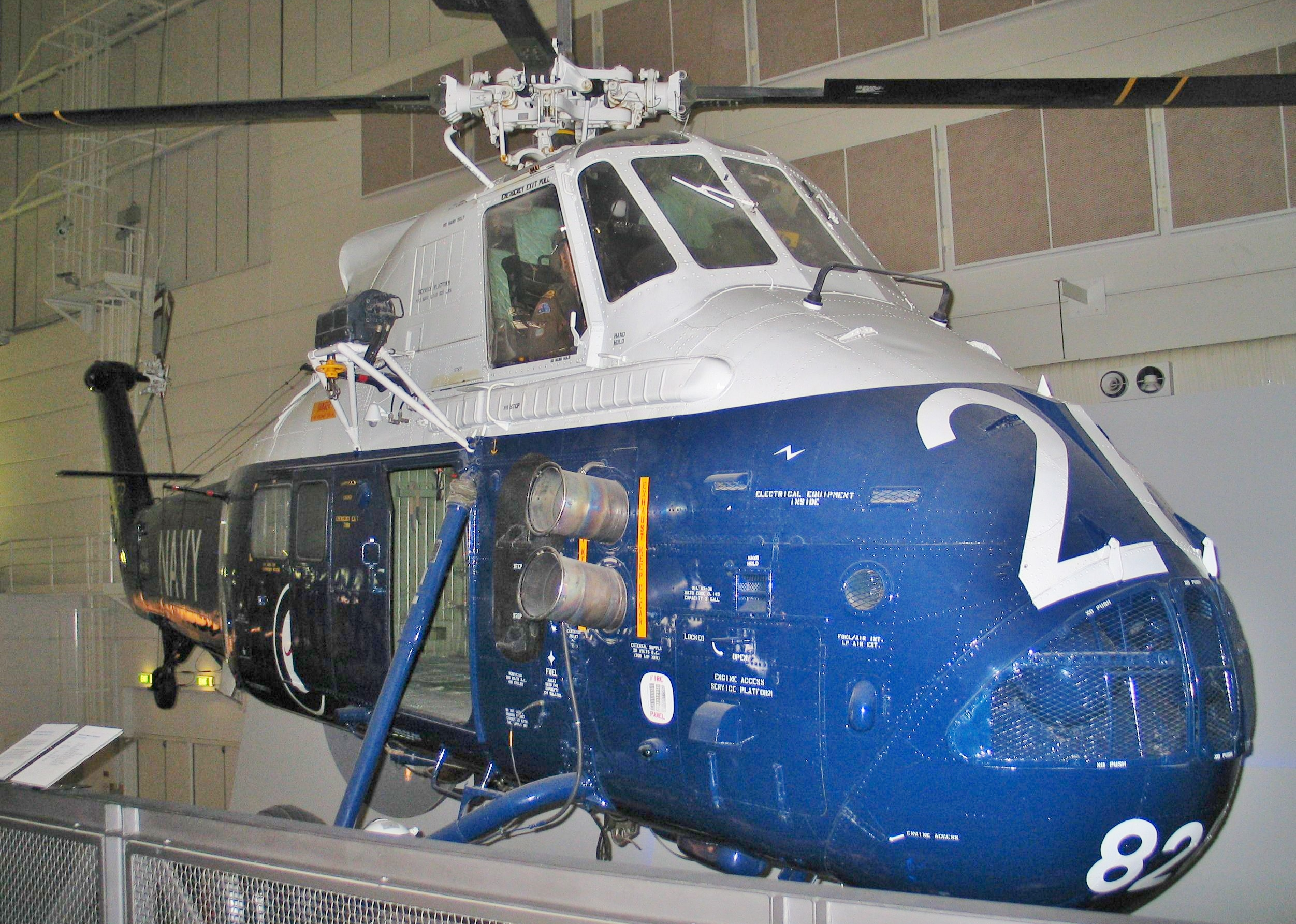
Westland Wessex en el Museo Nacional Marítimo Australiano, Sídney, NSW, Australia.

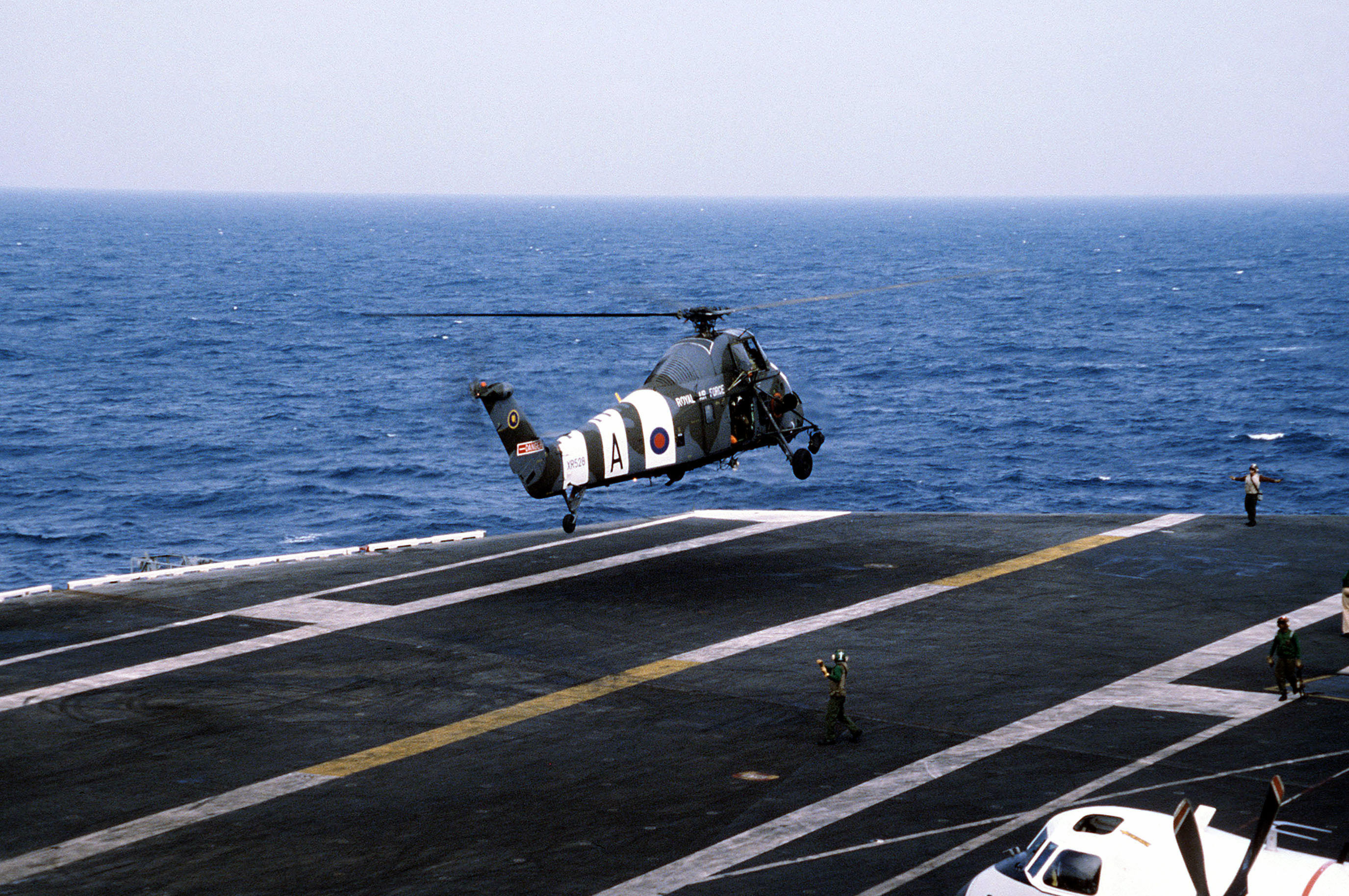
Un Westland Wessex de la RAF despega del portaaviones USS Midway.

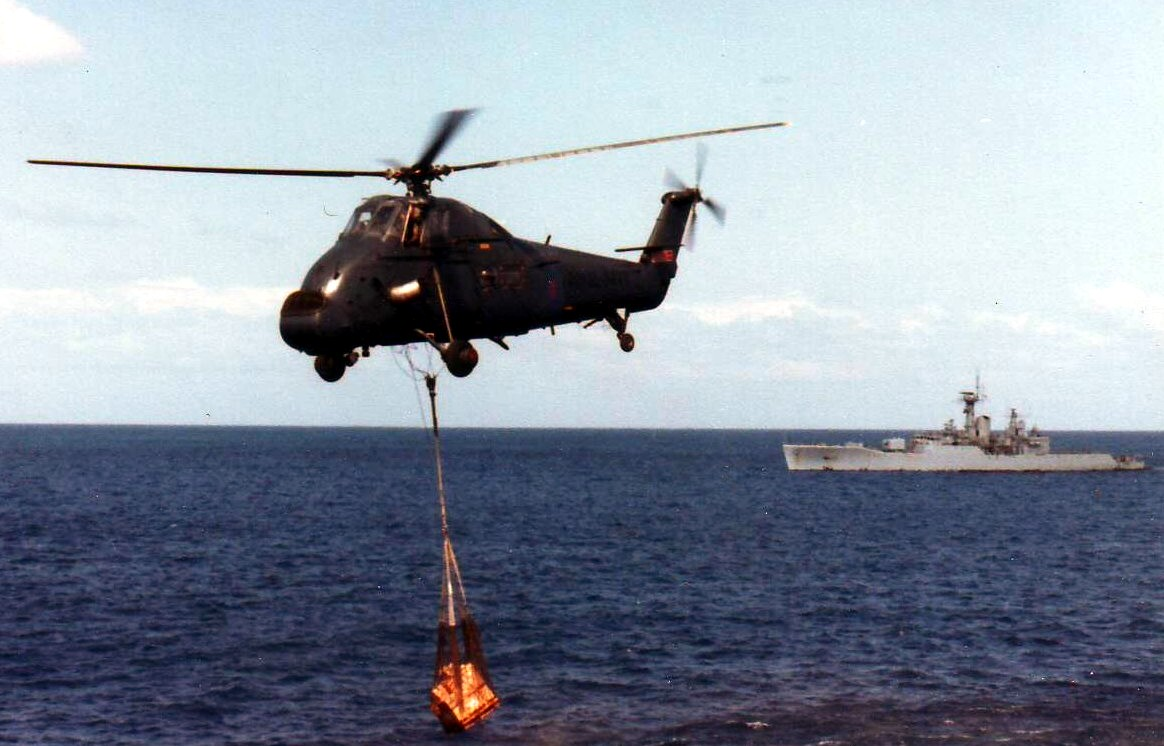
Un Westland Wessex en la Isla Ascensión en mayo de 1982.

### Operadores militares
Australia
- Real Armada Australiana
  - Escuadrón n.º 723
  - Escuadrón n.º 725
  - Escuadrón n.º 816
  - Escuadrón n.º 817

 Brunéi
- Real Fuerza Aérea de Brunéi

 Ghana
- Fuerza Aérea de Ghana

- Fuerza Aérea Iraquí

 Reino Unido
- Royal Air Force
- Marina Real Británica

 Uruguay
- Fuerza Aérea Uruguaya
- Armada Uruguaya

### Operadores civiles
Reino Unido
- Bristow Helicópteros

## Accidentes
G-ASWI - Bristow Helicópteros. Estrellados en el Mar del norte agosto de 1981; no hubo sobrevivientes.

## Especificaciones

### Características generales
- Tripulación: 2
- Capacidad: 18 soldados y 8 camillas
- Longitud: 20.03 m
- Diámetro rotor principal: 17.07 m
- Altura: 4.93 m
- Peso vacío: 3,767 kg
- Peso máximo al despegue: 6,123 kg

### Rendimiento
- Velocidad máxima operativa (Vno): 212 km/h
- Alcance: 772 km 480 miles
- Techo de vuelo: 3,050 m 10,000 pies
  - Carga máxima del rotor: 26.7 kg/m²

### Desarrollos relacionados
- Sikorsky H-34
- Westland Whirlwind (helicopter)

### Aeronaves similares
- Mil Mi-4